# Josef Polomský
Josef Polomský (5. března 1901 Frýdek – 1. ledna 1973 Frýdek-Místek) byl český a československý odborář, politik a poválečný poslanec Prozatímního a Ústavodárného Národního shromáždění za Československou stranu lidovou.

## Biografie
Vyučil se mostním zámečníkem. Po celý život pracoval jako hutník, nástrojař a mostní dělník na Ostravsku. Do křesťanského odborového hnutí se zapojil už za 1. světové války. Roku 1919 spoluzakládal organizaci Orla ve Frýdku, do ČSL vstoupil v roce 1924. Koncem 20. let přestoupil do strany Antonína Čuříka (Československá strana křesťansko-sociální), za kterou úspěšně kandidoval do frýdeckého obecního zastupitelstva. Po osvobození se zapojil do obnovy ČSL na Ostravsku a stal se místopředsedou okresní organizace ČSL ve Frýdku, stranu zastupoval v ONV.
V letech 1945–1946 byl poslancem Prozatímního Národního shromáždění za ČSL. V parlamentních volbách v roce 1946 se stal za lidovce poslancem Ústavodárného Národního shromáždění. Setrval zde formálně do voleb do Národního shromáždění roku 1948.
Jako odborář byl pokládán za levicově smýšlejícího lidovce, a proto vůči němu v únoru 1948 nebyly na půdě parlamentního akčního výboru vzneseny námitky. Zpočátku se hlásil k novému vedení v čele s Aloisem Petrem a Josefem Plojharem. Na podzim 1949 mu ale závodní buňka KSČ zabránila ve vstupu do „obrozené“ ČSL, současně byl přeřazen na méně kvalifikovanou a hůře placenou práci. Mnohem hůř byl postižen jeho syn, za něhož osobně intervenoval u předsedy vlády Antonína Zápotockého, se kterým se znal ze své odborářské minulosti. Poté pracoval manuálně v mostárně ve Frýdku-Místku a v roce 1961 odešel do penze. V roce 1968 se snažil o rehabilitaci a náhradu škody za přeřazení na horší práci. Dočkal se však pouze medaile od podnikové rady k 50. výročí vzniku ČSR.
Jeho syn Josef Polomský mladší (1924–1951) byl popraven komunistickým režimem v 50. letech.